# Knjižnica Dravograd
Knjižnica Dravograd je osrednja splošna knjižnica s sedežem na Koroški 47 (Dravograd); ustanovljena je bila leta 1966.